# Thomas Stevenson Drew

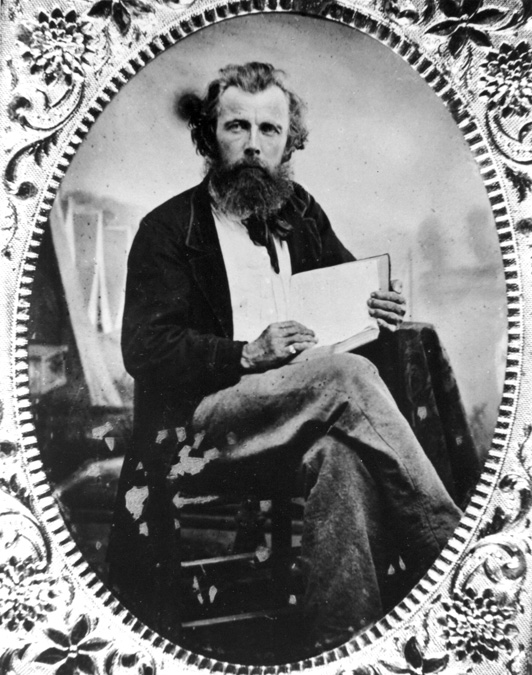
Thomas Drew

Thomas Stevenson Drew (* 25. August 1802 im Wilson County, Tennessee; † 1. Januar 1879 in Lipan, Texas) war ein US-amerikanischer Politiker und von 1844 bis 1849 Gouverneur von Arkansas.

## Frühe Jahre
Thomas Drew wuchs auf einer Farm auf und besuchte die örtlichen Schulen seiner Heimat in Tennessee. Über Louisiana kam er 1818 nach Arkansas, wo er als Hausierer und zeitweise als Lehrer arbeitete. Im Jahr 1823 wurde er bei der Kreisverwaltung des Clark County angestellt. Kurz darauf wurde er Friedensrichter in Caddo Township. Nach seiner Heirat mit Cinderella Bettis im Jahr 1827 bearbeitete er das Land, das seine Frau als Mitgift erhalten hatte. Bald entstand im Randolph County eine neue Plantage, die sehr erfolgreich war. Im Jahr 1832 hielt sich Drew zwanzig Sklaven.

## Politischer Aufstieg
Im Jahr 1827 wurde Drew zum Richter im Lawrence County gewählt. Dieses Amt behielt er bis 1835. Er war auch Mitglied der verfassungsgebenden Versammlung von Arkansas. Politisch war Drew Mitglied der Demokratischen Partei. Er unterstützte Gouverneur James Sevier Conway und dessen politische Freunde. Um 1840 hatte Drew bereits einigen Einfluss innerhalb der Partei gewonnen, ohne dass er selbst ein höheres Amt angestrebt hatte. Im Vorfeld der Gouverneurswahlen des Jahres 1844 schlug seine Stunde, als sich die Demokratische Partei innerlich zerstritten hatte. Man konnte sich nicht auf einen Kandidaten einigen und am Ende erschien Drew als Kompromisslösung.

## Gouverneur von Arkansas
Nach der gewonnenen Wahl konnte Thomas Drew sein neues Amt am 5. November 1844 antreten. Das Hauptproblem seiner Amtszeit war die Überwindung der Folgen der 1837 aufgetretenen wirtschaftlichen Depression. Dieses Ziel konnte Drew aber nicht erreichen. Er setzte sich aber für die Verbesserung der Infrastruktur und die Gründung eines staatlichen Colleges ein. Drew unterstützte den Anschluss von Texas an die Vereinigten Staaten und er war für den Krieg gegen Mexiko. Gleichzeitig war er Anhänger der Südstaaten deren politische Einstellung er teilte. Im Jahr 1848 wurde Drew in seinem Amt bestätigt. Aber bereits im Januar 1849 trat er zurück. Der Grund waren seine privaten finanziellen Verhältnisse. Er hatte sich mit Eisenbahnaktien verspekuliert und hoffte vergeblich auf eine Erhöhung seines Gehalts als Gouverneur. Aus Enttäuschung darüber erfolgte schließlich der Rücktritt vom Amt des Gouverneurs.

## Weiterer Lebensweg
In den folgenden Jahren versuchte Drew seine finanziellen Verhältnisse in Ordnung zu bringen. Im Jahr 1858 kandidierte er erfolglos für den US-Kongress. Der Bürgerkrieg und seine Folgen ruinierten ihn dann endgültig. Anfang der 1870er Jahre zog er zu seiner Tochter nach Texas. Dort ist er im Jahr 1879 auch verstorben. Thomas Drew war mit Fanny Akins verheiratet, mit der er fünf Kinder hatte.